# Bossiaea
Bossiaea é um género botânico pertencente à família Fabaceae.